# Mihajlo Mitrović
Pour les articles homonymes, voir Mitrović.

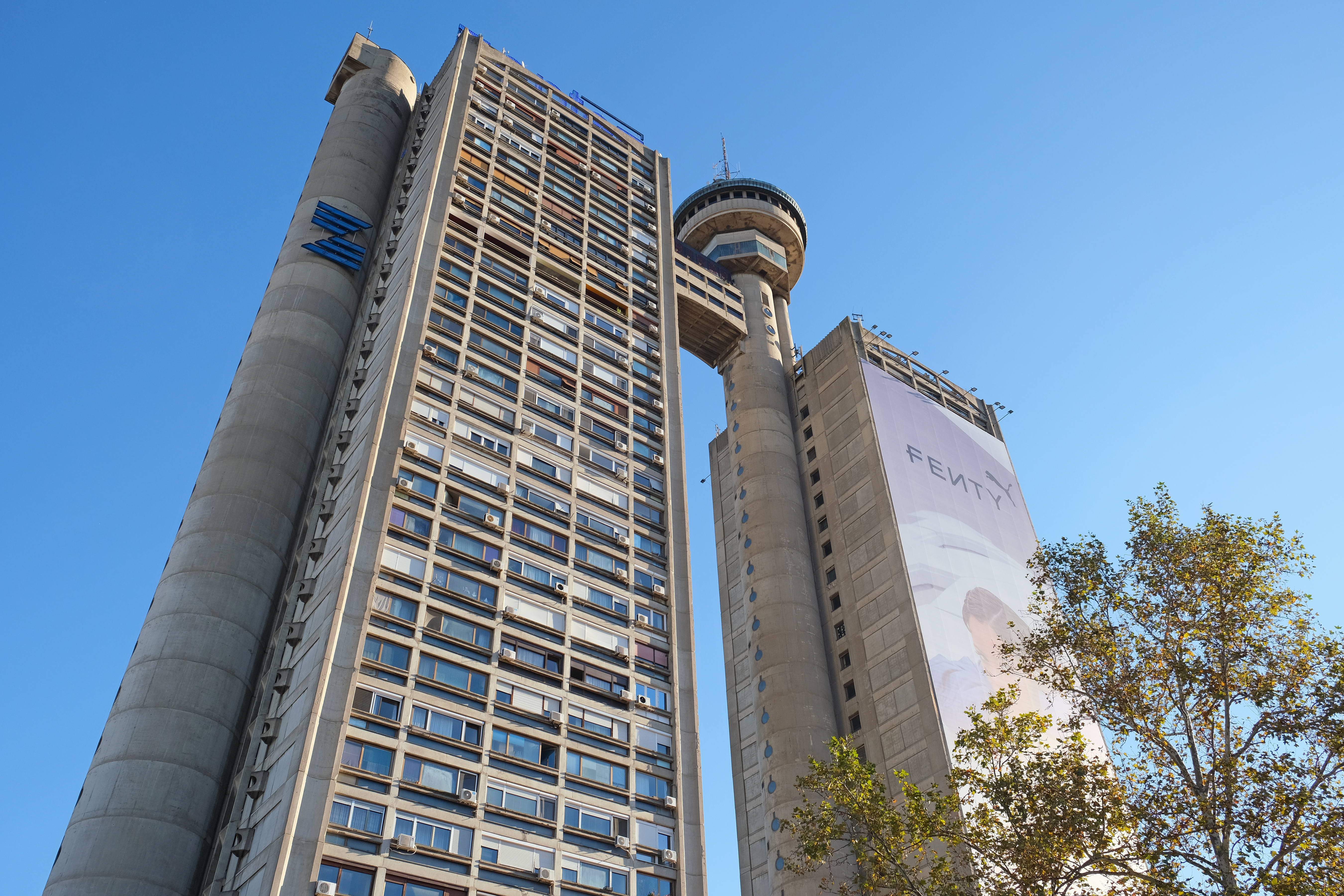
La Tour Genex à Belgrade

Mihajlo Mitrović (en serbe cyrillique : Михајло Митровић), né le 1er septembre 1921 à Čačak et mort le 20 décembre 2018, est un architecte serbe membre de l'Académie d'architecture de Serbie.

## Biographie
Mihajlo Mitrović est sorti diplômé de la Faculté d'architecture de l'université de Belgrade en 1948 et, en 1950, il étudia en France et au Danemark grâce à une bourse de l'ONU. Entre 1949 et 1954, il a travaillé à l'Institut d'urbanisme de Serbie et, en tant qu'assistant au sein de cette institution, il a participé à la réalisation de grands plans d'urbanisme à Zaječar, Trstenik, Pirot, Niš, Banja Koviljača, Lazarevac et Vrnjačka Banja. À partir de 1954, il a travaillé pour la société Projektbiro, dont il a été le directeur de 1968 à 1980. À partir de 1975, il s'est également consacré à l'enseignement et il a donné toute une série de conférences. En 1980, il a été élu professeur à la Faculté des arts appliqués de l'université des arts de Belgrade dans le département d'urbanisme. En 1999, il est devenu président de l'Académie d'architecture de Serbie et, en 2002, Docteur honoris causa de l'université de Belgrade.

## Réalisations

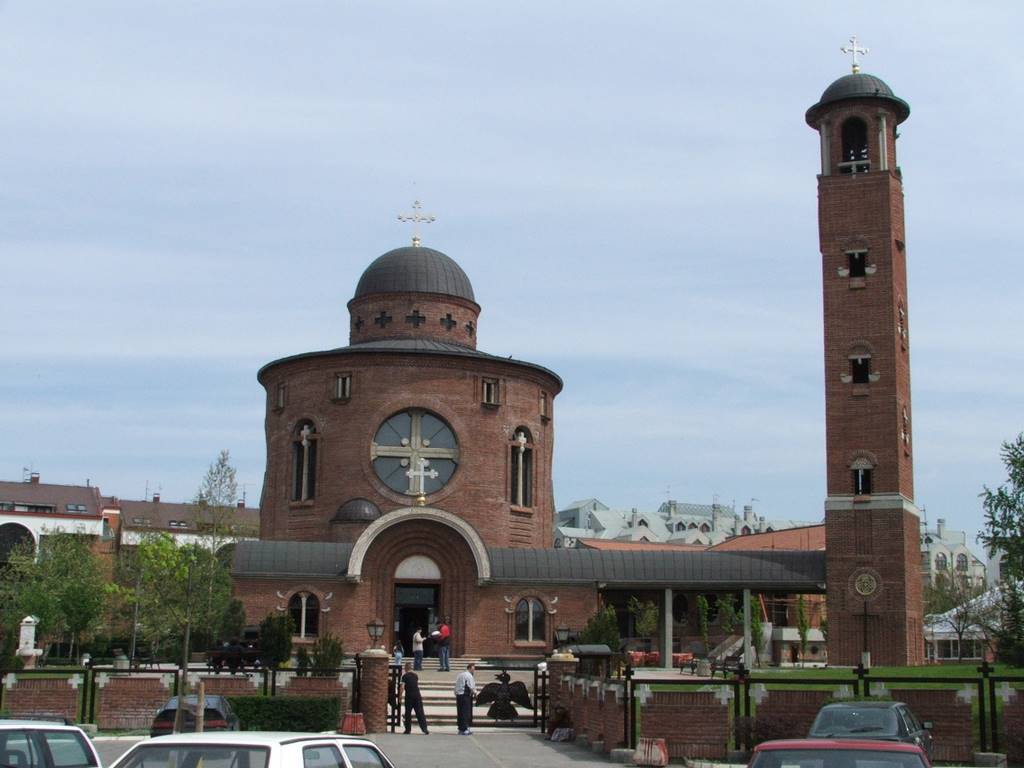
L'église Saint-Basile d'Ostrog à Bežanijska kosa

Parmi les réalisations les plus importantes de Mihajlo Mitrović, on peut citer :
- 1957 : siège de la société Projektbiro, à Belgrade
- 1959 : complexe résidentiel à l'angle des rues Zahumska et Ćiril i Metodije, à Belgrade
- 1962 : hôtel Narcis à Zlatibor ;
- 1964-1967 : immeuble résidentiel Ulica braće Jugovića 14, à Belgrade ;
- 1968 : siège de Energoinvesta, Ulica 29. novembra 15, à Belgrade ;
- 1969-1971 : hôtel Putnik à Novi Beograd ;
- 1977 : immeuble résidentiel, Braće Jugoviča 10, à Belgrade ;
- 1970-1980 : Tour Genex, à Belgrade ;
- 1972-1990 : quatre bâtiments pour les sources d'eau minérale de Vrnjačka Banja ;
- 1979-1981 : motel Mlinarev san à Arilje ;
- 1990-1993 : siège des sociétés Proleće et Cvetna, à Čačak ;
- 1996-2001 : église Saint-Basile d'Ostrog, quartier de Bežanijska kosa à Novi Beograd[4].

En tant qu'architecte-paysagiste, Mihajlo Mitrović a participé avec Radivoje Tomić à la conception du parc mémorial de Šumarice à Kragujevac.

## Ouvrages
Mihajlo Mitrović a également écrit les ouvrages suivants :
- Gradovi i naselja u Srbiji. Razvoj, urbanistićki planovi i izgradnja 1946–1951, Belgrade, 1953 ;
- Novija arhitektura Beograda, Belgrade, 1975 ;
- Sve je arhitektura, Belgrade, 1989 ;
- Arhitektura u svetu, ENJUB, Belgrade, 1991 ;
- Na kraju veka, Belgrade, 1995.

## Récompenses
Mihajlo Mitrović a reçu de nombreuses récompenses, dont le Prix d'octobre de la ville de Belgrade.